# 경포대역
경포대역(Gyeongpodae station, 鏡浦臺驛)은 강원도 강릉시에 위치한 영동선의 철도역이었다.
1962년 11월 6일에 동해북부선 묵호~경포대 44.6 km 의 개통과 함께 보통역으로 영업을 개시하였다. 본래 속초까지 동해북부선을 개통하려 했으나, 이후 국토 개발 정책에서 우선 순위가 밀려 경포대까지만 철도가 개통됨에 따라 영동선의 종착역이 되었으며, 1979년 4월 1일에 폐역되었다. 역 터는 현재 라카이 샌드파인 리조트가 있는 곳이다.

## 연혁
- 1962년 8월 21일 : 역사 신축 착공
- 1962년 11월 6일 : 역사 신축 준공과 동시에 영업 개시[1]
- 1963년 5월 17일 : 철암선, 영암선, 동해북부선 구간을 통합하여 영동선으로 명명
- 1976년 7월 10일 : 화물취급 중지[2]
- 1979년 4월 1일 : 폐역[3]